# Len Sassaman
Len Sassaman, né le 9 avril 1980 à Pottstown en Pennsylvanie et mort le 3 juillet 2011 à Louvain en Belgique est un informaticien américain, hacker et expert en sécurité informatique. Parmi ses activités, il assure la maintenance du logiciel Mixmaster anonymous remailer (en). Len Sassaman est potentiellement considéré comme l'une des personnes du groupe travaillant sous le pseudonyme Satoshi Nakamoto, le concepteur et développeur du Bitcoin,.

## Biographie
Leonard Harris Sassaman naît dans un milieu modeste à Pottstown, une petite ville située dans la grande banlieue de Philadelphie en Pennsylvanie où il suit ses études jusqu'à son baccalauréat qu'il obtient à la Hill School (en) en 1998. En 1999, Sassaman déménage dans la Région de la baie de San Francisco où il intègre rapidement le monde des Cypherpunks, rejoignant Bram Cohen. À partir de 2006, ayant déménagé en Belgique en 2004, il est doctorant à l' Université catholique de Louvain comme chercheur du groupe Computer Security and Industrial Cryptography (en), le COSIC. Ses directeurs de thèse sont Bart Preneel et David Chaum.
En marge du monde universitaire, il est l'un des célèbres Cypherpunks, cryptographe et défenseur de la vie privée en ligne.
En 2002 avec son ancien colocataire, Bram Cohen, il fonde la convention annuelle CodeCon (en), une alternative moins onéreuse que les grandes conventions de pirates informatiques comme Hackers on Planet Earth et DEF CON. Chez Network Associates, il travaille sur le logiciel de chiffrement Pretty Good Privacy, abrégé PGP, et sur les alternatives open sources OpenPGP et GNU Privacy Guard.
Il est membre du Groupe Schmoo(rainbow tables) et donne des conférences lors des conventions DEF CON annuelles.
Avec le cryptographe Phil Zimmermann, il conçoit le protocole de signature numérique Zimmermann-Sassaman (en).
Le 11 février 2006, Len Sassaman  demande publiquement en mariage Meredith L. Patterson (en), une experte américaine en sécurité informatique, écrivaine de science-fiction et journaliste lors du cinquième congrès CodeCon. Meredith Patterson devient son épouse. Sassaman et Patterson travaillent ensemble sur différents projets dont le projet Bitfrost.
Une de ses découvertes les plus importantes qu'il partage avec Dan Kaminsky et Meredith Patterson - sur des vulnérabilités dans les certificats X.509 - est présentée le 29 juillet 2009 à l'une des conférences Black Hat se déroulant à Las Vegas.

Il décède le 3 juillet 2011 à l'âge de 31 ans, deux mois après le tout dernier signe de vie de Satoshi Nakamoto émis par l'intermédiaire d'un courrier électronique adressé à un membre de la communauté des développeurs de la cryptomonnaie Bitcoin. 

« I’ve moved on to other things and probably won’t be around in the future (Je suis passé à autre chose et ne serai probablement plus là à l'avenir) »

— Satoshi Nakamoto, mai 2011.
Meredith Patterson confirme sur le réseau social Twitter et sur internet le suicide de son mari à Louvain, ajoutant qu’il souffrait de dépression chronique depuis son adolescence et de dysfonctionnements neurologiques depuis quelques années. Elle précise qu'elle ne peut extraire aucune information de l'ordinateur portable de Len Sassaman car toutes les données sont chiffrées avec le logiciel FileVault et le mot de passe permettant le déchiffrage de ces données est définitivement perdu.
Peu après sa mort, deux de ses connaissances, Dan Kaminsky et Travis Goodspeed, lui rendent hommage le 30 juillet 2011 en insérant son portait stylisé au format ASCII au-dessus de celui de Ben Bernanke, alors Président de la Réserve fédérale des États-Unis, dans la blockchain de la cryptomonnaie Bitcoin,.
Le 21 février 2021, une personne utilisant le pseudonyme Leung ou evanhatch, publie sur le site Medium.com une étude détaillant un nombre important de similitudes entre Satoshi Nakamoto et Len Sassaman, faisant de ce dernier un candidat potentiel à la liste des participants de l'équipe utilisant le pseudonyme Satoshi Nakamoto ayant développé le Bitcoin.
Len Sassaman repose au cimetière de Heverlee en Belgique.